# Gonzalo Ríos (calciatore 1999)
Gonzalo Alejandro Ríos (Florida, 27 gennaio 1999) è un calciatore argentino, centrocampista del Banfield in prestito dall'Independiente Rivadavia.

## Caratteristiche tecniche
Centrocampista polivalente, agisce prevalentemente sulla fascia sinistra. È dotato inoltre di un ottimo tiro dalla distanza.

## Carriera
È cresciuto nel settore giovanile del San Lorenzo, e dopo aver lasciato il club nel 2019 ha iniziato la sua carriera professionistica con la maglia del Dep. Armenio in Primera B Metropolitana. Nel 2021 è passato in prestito all'Agropecuario con cui ha giocato 32 incontri e segnato una rete in Primera B Nacional. L'anno successivo è passato con la stessa formula al Central Córdoba (SdE), con cui ha debuttato in Primera División.
Il 2 gennaio 2023 è andato in prestito all'Audax Italiano, diventando subito un elemento importante e debuttando in Coppa Sudamericana. A fine stagione è stato acquistato a titolo definitivo.
Nel luglio del 2024 ha fatto ritorno in Argentina all'Independiente Rivadavia, appena promosso in prima divisione. Utilizzato principalmente come subentrante, nel gennaio del 2025 è andato in prestito al Banfield, altro club della medesima categoria.

## Statistiche

### Presenze e reti nei club
Statistiche aggiornate al 24 febbraio 2025.
| Stagione                       | Squadra                        | Campionato                     | Campionato | Campionato | Coppe nazionali | Coppe nazionali | Coppe nazionali | Coppe continentali | Coppe continentali | Coppe continentali | Altre coppe | Altre coppe | Altre coppe | Totale | Totale | Totale |
| Stagione                       | Squadra                        | Comp                           | Pres       | Reti       | Comp            | Pres            | Reti            | Comp               | Pres               | Reti               | Comp        | Pres        | Reti        | Pres   | Reti   |        |
| ------------------------------ | ------------------------------ | ------------------------------ | ---------- | ---------- | --------------- | --------------- | --------------- | ------------------ | ------------------ | ------------------ | ----------- | ----------- | ----------- | ------ | ------ | ------ |
| 2019-2020                      | Dep. Armenio                   | PBM                            | 5          | 2          | CA              | 0               | 0               | -                  | -                  | -                  | -           | -           | -           | 5      | 2      |        |
| 2021                           | Agropecuario                   | PBN                            | 32         | 1          | CA              | 0               | 0               | -                  | -                  | -                  | -           | -           | -           | 32     | 1      |        |
| 2022                           | Central Córdoba (SdE)          | PD                             | 10         | 0          | CA+CdL          | 1+6             | 0               | -                  | -                  | -                  | -           | -           | -           | 17     | 0      |        |
| 2023                           | Audax Italiano                 | PD                             | 24         | 8          | CC              | 3               | 0               | CS                 | 9                  | 1                  | -           | -           | -           | 36     | 9      |        |
| 2024                           | Audax Italiano                 | PD                             | 15         | 5          | CC              | 3               | 0               | -                  | -                  | -                  | -           | -           | -           | 18     | 5      |        |
| Totale Audax Italiano          | Totale Audax Italiano          | Totale Audax Italiano          | 39         | 13         |                 | 6               | 0               |                    | 9                  | 1                  |             | -           | -           | 54     | 14     |        |
| 2024                           | Independiente Rivadavia        | PD                             | 18         | 1          | CA+CdL          | 0               | 0               | -                  | -                  | -                  | -           | -           | -           | 18     | 1      |        |
| 2025                           | Independiente Rivadavia        | PD                             | 3          | 0          | CA              | 0               | 0               | -                  | -                  | -                  | -           | -           | -           | 4      | 0      |        |
| Totale Independiente Rivadavia | Totale Independiente Rivadavia | Totale Independiente Rivadavia | 21         | 1          |                 | 0               | 0               |                    | -                  | -                  |             | -           | -           | 21     | 1      |        |
| 2025                           | Banfield                       | PD                             | 3          | 0          | CA              | 0               | 0               | -                  | -                  | -                  | -           | -           | -           | 4      | 0      |        |
| Totale carriera                | Totale carriera                | Totale carriera                | 111        | 17         |                 | 13              | 0               |                    | 9                  | 1                  |             | -           | -           | 133    | 18     |        |